# Danza de la muerte de Verges
La danza de la muerte de Verges es una representación en los actos de la procesión tradicional de Jueves Santo en Verges. Es un género de baile basado en la danza de la Muerte que en la época medieval era común en toda la Europa occidental. Se trata de una danza de cinco esqueletos que saltan al son de un tambor.

## Reseña
Actualmente, esta festividad de carácter religioso, junto con el conjunto de la procesión, está declarada Fiesta tradicional de interés nacional. Aunque es una parte más de la escenificación de la Pasión de Jesucristo por las calles y plazas del pueblo, ha alcanzado fama internacional, como cuadro único y ancestral, herencia de las danzas macabras de la Edad Media española y europea. En Verges, se recuperó en el siglo XVII.
En Cataluña, hay noticia de otras danzas de la muerte también, hoy desaparecidas. Entre estas, cabe mencionar las de Ripoll, Beget, San Felíu de Pallarols, Las Planas, Cadaqués,y también en Rupiá, lugar donde desapareció en 1935.